# Hippodrome de Saint-Jean-des-Prés
L'hippodrome de Saint-Jean-des-Prés se situe sur la commune de Guillac, à proximité de Josselin, en Morbihan.
C'est un hippodrome ouvert au galop, à l'obstacle et au trot avec une piste de 1 200 m en herbe avec corde à gauche.
Il organise une réunion par an le premier dimanche d'août qui se compose de trois courses de trot attelé, deux courses de plat et deux courses d'obstacles. En 2023 se tenait la 73eme édition de cet événement.
La réunion est organisée par la société des courses hippiques de Josselin, société fondée en 1952 par Alain de Rohan et Alphonse Duval (président fondateur).
Après avoir été présidée entre 1966 et 2015 par Josselin de Rohan, la présidence a été reprise par Christian Aubry.
En 2012, la journée de courses annuelle a attiré 2 000 visiteurs.

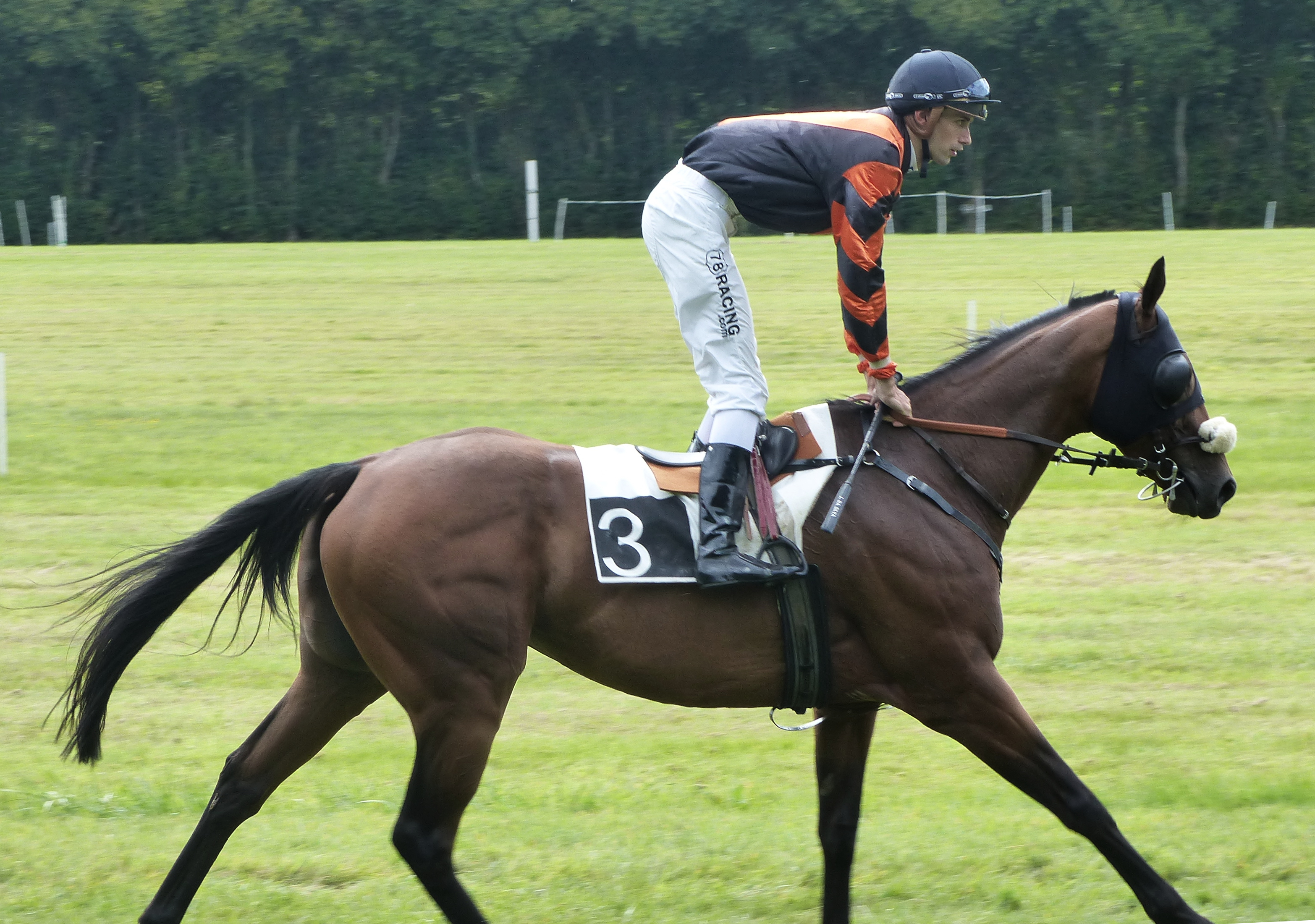
Course de plat
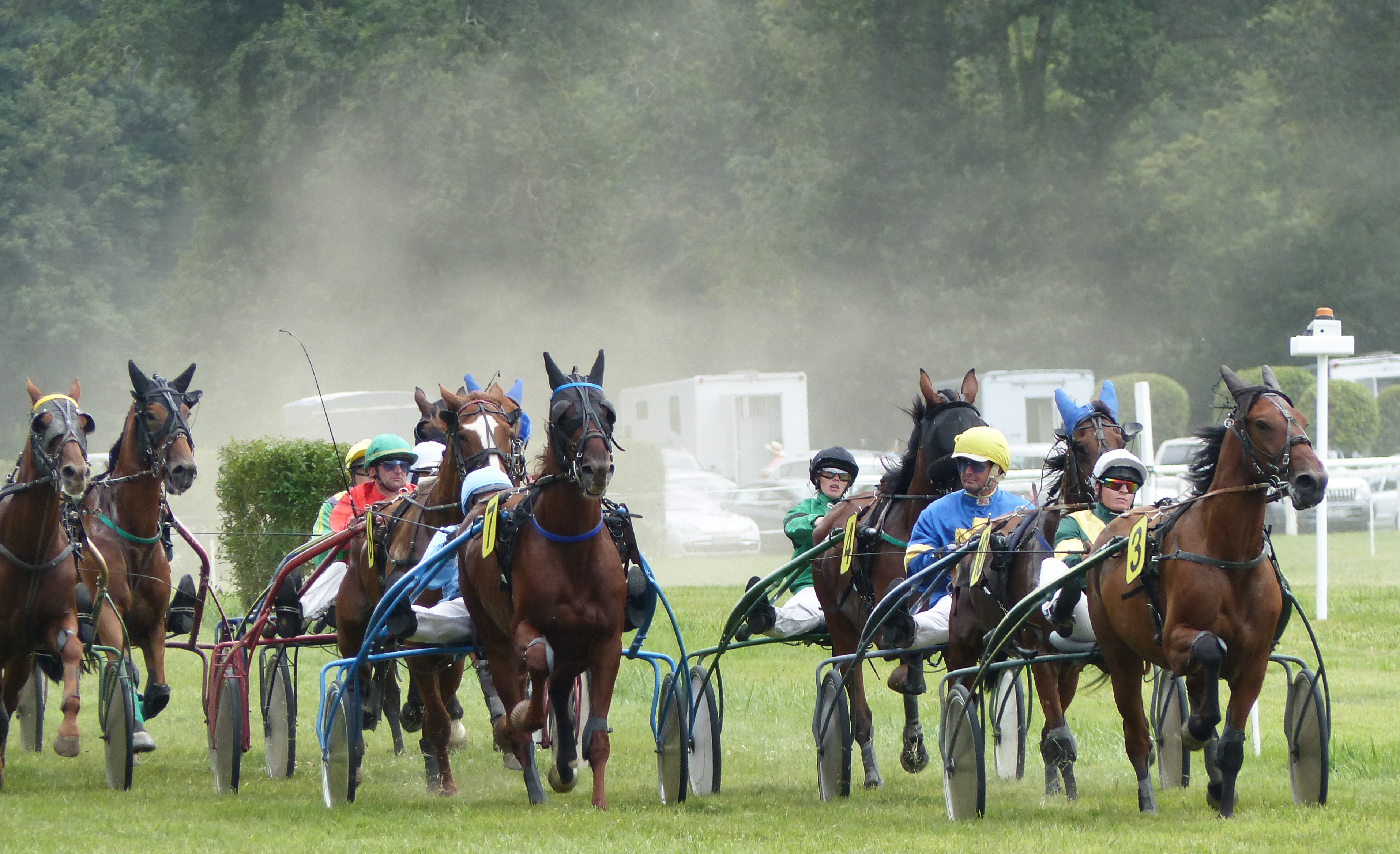
Course de trot
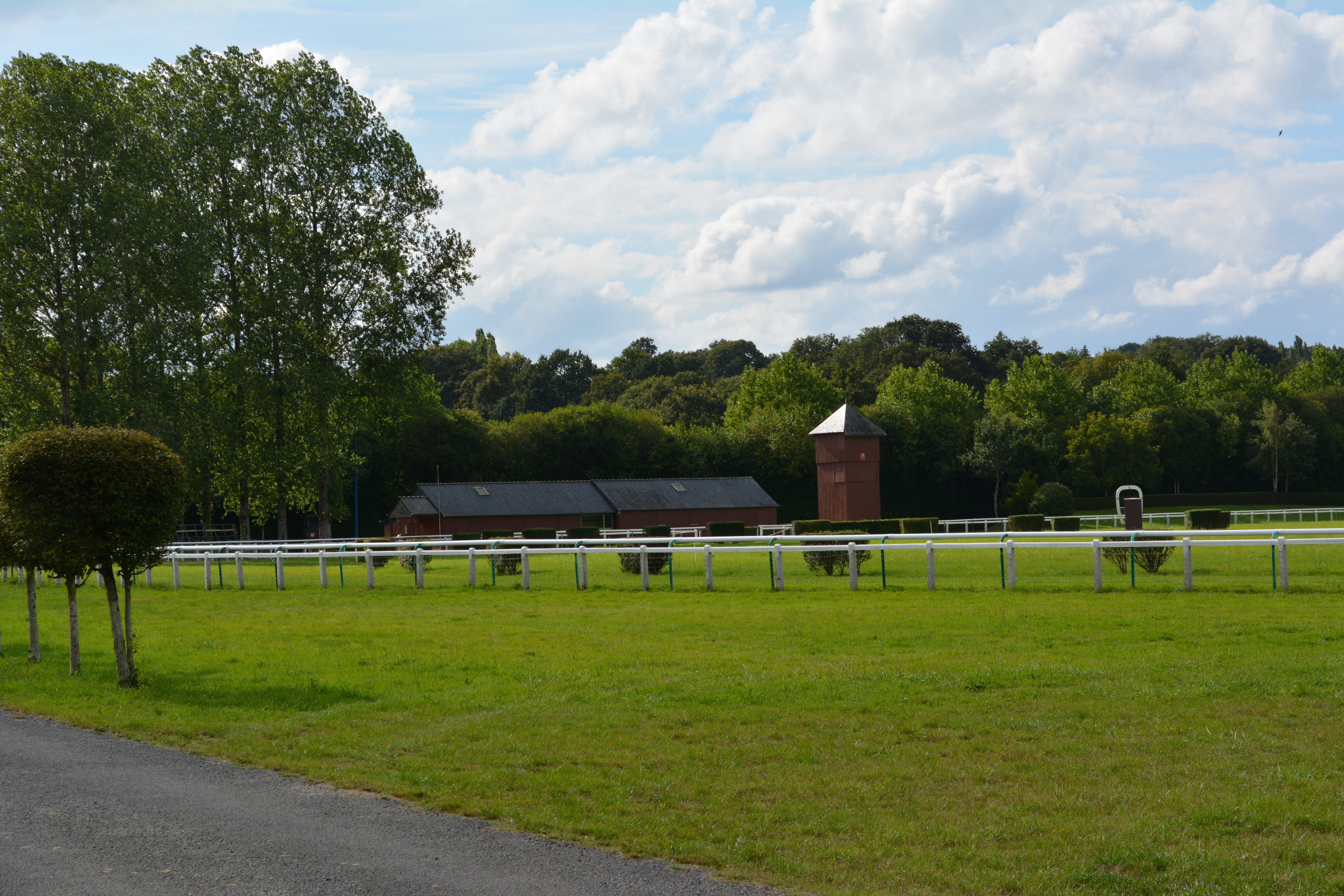
Vue d'ensemble

## Annexe
- Liste des hippodromes de Bretagne